# Удивительные приключения Хомы
Удивительные приключения Хомы — мультипликационный сериал студии Кристмас Филмз. Производился с 2005 по 2012 годы, произведено 13 серии.

## Сюжет
Сериал был снят по мотивам произведений о Хоме Альберта Иванова.
В каждой серии с Хомой и его другом Сусликом происходят различные переделки, из которых они находят выход благодаря своей дружбе.

## Персонажи
Хома — ленивый хомяк, придумает всё, что угодно, только для того, чтобы ничего не делать. Любит подколоть своего друга — Суслика. Озвучивает Сергей Белоголовцев.
Суслик — наивный, трудолюбивый зверёк. Часто попадает в глупое положение благодаря Хоме. Озвучивает Павел Кабанов.
В сериале также присутствуют второстепенные персонажи: Медведь, Волк, Лиса, Белка, заяц, и на конец сова,

## Список серий
1. Как Хома и суслик не разлучались (2005 г.)
2. Как Хома свою нору искал (2007 г.)
3. Как Хома звезды спасал (2007 г.)
4. Как Хома рыбу ловил (2008 г.)
5. Как друзья Хому лечили (2008 г.)
6. Как Хома страшные истории рассказывал (2009 г.)
7. Как Хома Суслика покупал (2009 г.)
8. Как Хома Зайца бегать учил (2010 г.)
9. Как Хома Новый год встречал (2010 г.)
10. Как Хома с медвежонком играл (2011 г.)
11. Как Хома голос волку вернул (2011 г.)
12. Как Хома Суслика не замечал (2012 г.)
13. Как Хома тишины захотел (2012 г.)

## Над фильмом работали
- Автор сценария: Альберт Иванов
- Режиссёры: Владимир Тарасов, Алексей Штыхин, Дмитрий Семёнов, Борис Тузанович
- Художники-постановщики: Алексей Штыхин, Светлана Давыдова
- Текст песни: Александр Тимофеевский
- Композиторы: Григорий Гладков (1 серия), Андрей Державин
- Актёры: Сергей Белоголовцев, Павел Кабанов, Никита Прозоровский, Ольга Зверева, Роман Мадянов, Фёдор Добронравов, Андрей Бочаров, Ольга Шорохова, Александра Назарова
- Звукорежиссёр: Карлон
- Музыкальное оформление и шумы: Вадим Челноков (1 серия)
- Редактор: Елена Михайлова
- Продюсер: Елизавета Бабахина